# Szołudki
Szołudki (ukr. Шолудьки) – wieś na Ukrainie w rejonie niemirowskim, obwodu winnickiego.

## Historia
Pod koniec XIX w. wieś nad Bohem, parafia katolicka i sąd w Niemirowie, gmina Peczara.

## Urodzeni
- Władysław Horodecki - architekt